# Marcel Damphousse
Marcel Damphousse (Saint Joseph, Manitoba, 19 de março de 1963) é um clérigo canadense e arcebispo católico romano de Ottawa-Cornwall .

## Vida
Marcel Damphousse estudou psicologia no Universidade de Saint-Boniface e desde 1988 teologia católica na Saint Paul University em Ottawa . Foi ordenado sacerdote pela Arquidiocese de Saint-Boniface em 28 de junho de 1991 .
Após a ordenação, Marcel Damphousse trabalhou como vigário paroquial em várias paróquias antes de se tornar pároco da paróquia de Notre-Dame-de-la-Nativité em Somerset e responsável pela pastoral vocacional em 1994 . Em 1996 tornou-se também pároco da paróquia de Saint-Léon. Damphousse foi enviado a Roma em 2000 para prosseguir os estudos, onde obteve a licenciatura em Espiritualidade na Pontifícia Faculdade Teresianum em 2002. De 2003 a 2008, Marcel Damphousse foi capelão na St. Boniface High Schoolbem como pastor novamente e responsável pelo ministério pastoral. Em 2008 Damphousse tornou-se reitor da catedral Saint-Boniface e membro do conselho da propriedade diocesano.
Papa Bento XVI nomeou-o bispo de Alexandria-Cornualha em 28 de junho de 2012. Foi ordenado episcopal pelo Arcebispo de Kingston, Brendan Michael O'Brien, em 2 de setembro do mesmo ano; Os co - consagradores foram Paul-André Durocher, arcebispo de Gatineau, e Albert LeGatt, arcebispo de Saint-Boniface. Em 12 de novembro de 2015, o Papa Francisco o nomeou Bispo de Sault Sainte Marie. 
O Papa Francisco o nomeou arcebispo coadjutor de Ottawa-Cornwall em 6 de maio de 2020 .  A inauguração ocorreu em 16 de junho daquele ano. Em 4 de dezembro de 2020, Marcel Damphousse tornou-se arcebispo de Ottawa-Cornwall, sucedendo Terrence Thomas Prendergast SJ , que renunciou por motivo de idade. 